# Tavoybia
Tavoybia is een geslacht van hooiwagens uit de familie Assamiidae.
De wetenschappelijke naam Tavoybia is voor het eerst geldig gepubliceerd door Roewer in 1935. 

## Soorten
Tavoybia is monotypisch en omvat slechts de volgende soort:
- Tavoybia quadrispina